# 걸침
걸침(approach) 또는 귀걸침은 상대의 귀굳힘을 방해하는 수단이다. 날일자걸침, 눈목자걸침, 한칸높은 걸침,두칸높은 걸침이 있다.